# Thomas Ethelbert Page

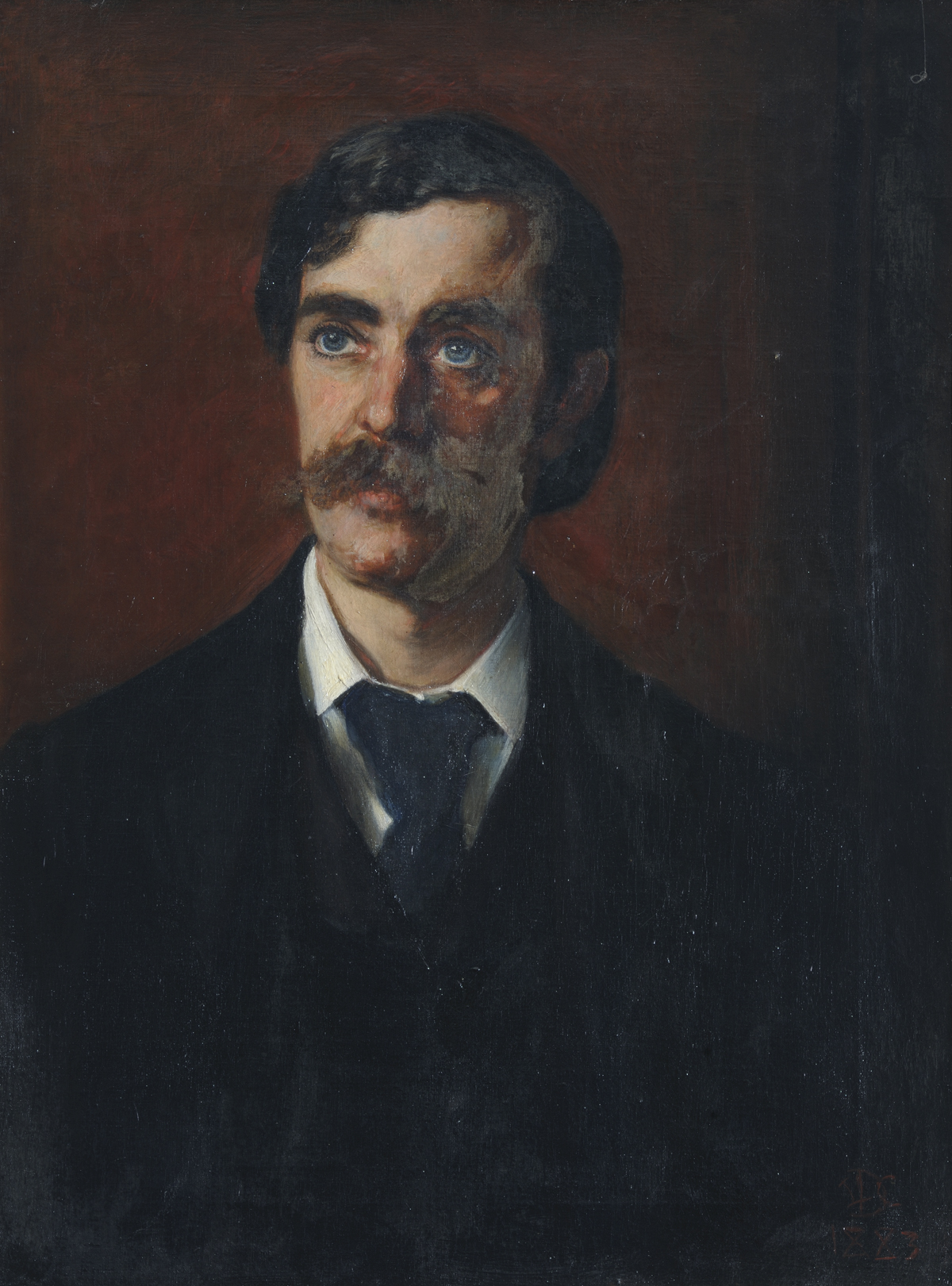
Thomas Ethelbert Page

Thomas Ethelbert Page (Lincoln, 1850 - 1936) was een Brits classicus, bekend van zijn Horatius- en Vergilius-commentaren.
T.E. Page volgde in Lincoln het gymnasium, waarna hij in 1869 naar het St John's College ging. Vervolgens was hij vanaf 1873 tot aan zijn pensioen in 1910 docent aan de Charterhouse boarding school; hij bleef hier ondanks dat hem onder andere een hoogleraarschap Latijn aan de universiteit van Cambridge werd aangeboden.
Hij publiceerde uitgaven van Horatius en Vergilius die talloze malen herdrukt zijn, tot in de jaren 1970. In deze commentaren haalt hij vaak parallellen aan uit de klassieke Engelse poëzie. (Vergelijk wat zijn oud-leerling Robert Graves over Page schrijft in zijn autobiografie Good-bye to All That, namelijk dat hij sterk beïnvloed is door Page's onderwijs waarin liefde voor poëzie altijd doorklonk.) Naast heldere en gedetailleerde tekstverklaringen geeft hij soms ook woordverklaringen.
Na zijn pensionering werd Page editor  van de Loeb Classical Library. Dit betreft een grootschalige uitgave van teksten van Griekse en Latijnse auteurs, voorafgegaan door een korte inleiding, en vergezeld van een Engelse vertaling.
Page bleef hierbij betrokken tot vlak voor zijn overlijden.

## Externe referenties
- 1981: Niall Rudd: T. E. Page: Schoolmaster Extraordinary, Bristol Classical Press.

## Publicaties
- 1883: Q.Horatii Flacci Carminum Libri IV. Sinds de editie van 1895 zijn ook de Epoden opgenomen.
- 1886: The Acts of the Apostles. With explanatory notes.
- 1894: The Aeneid of Virgil Books I-VI. With Introduction and Notes.
- 1898: P. Vergilii Maronis Bucolica et Georgica. With indroduction and Notes.
- 1900: The Aeneid of Virgil Books VII-XII. With Introduction and Notes.